# Puchar Beskidów 1958
Puchar Beskidów 1958 – pierwsza edycja zawodów międzynarodowych rozegrana w dniach 11-12 stycznia 1958. W ramach cyklu rozegrano dwa konkursy, Pierwszy odbył się na skoczni w Wiśle-Malince, drugi w Szczyrku-Skalite.  Oba konkursy (i cały cykl) wygrał Władysław Tajner.

## Terminarz
| Lp. | Data             | Miejscowość | Skocznia | 1. miejsce       | 2. miejsce      | 3. miejsce       |
| --- | ---------------- | ----------- | -------- | ---------------- | --------------- | ---------------- |
| 1.  | 11 stycznia 1958 | Wisła       | Malinka  | Władysław Tajner | Kurt Schramm    | Józef Huczek     |
| 2.  | 12 stycznia 1958 | Szczyrk     | Skalite  | Władysław Tajner | Stefan Przybyła | Antoni Wieczorek |

### Klasyfikacja generalna
| Miejsce | Zawodnik                 | Punkty |
| ------- | ------------------------ | ------ |
| 1.      | Władysław Tajner         | 433    |
| 2.      | Stefan Przybyła          | 420,5  |
| 3.      | Andrzej Gąsienica Daniel | 414,5  |
| 4.      | Drahomir Jebavy          | 413,5  |
| 5.      | Lothar Glass             | 411    |